# Yuan Yuan Tan
Pour les articles homonymes, voir Tan.
Yuan Yuan Tan (chinois : 谭 元 元 ; née en 1977 à Shanghai, en Chine) est une danseuse de ballet classique où elle a occupé le rang de danseuse principale au San Francisco Ballet. 
Yuan Tan est l'une des danseuses les plus accomplies et acclamées par la critique de sa génération. Elle est considérée comme « la plus grande ballerine chinoise de tous les temps » et ChinaDaily la surnomme « trésor national ». 
En tant que l'une des rares danseuses à avoir trouvé le succès grand public, elle a figuré dans de nombreuses publications et dans des mentions de marques prestigieuses. 

## Carrière artistique
Après avoir étudié à l'école John Cranko de Stuttgart, en Allemagne, elle intègre à l'âge de 19 ans le prestigieux San Francisco Ballet.
Son début de carrière est lancé par le directeur artistique Helgi Tomasson qui lui propose un contrat de soliste selon des conditions de prise de poids.